# Trichophyton rubrum

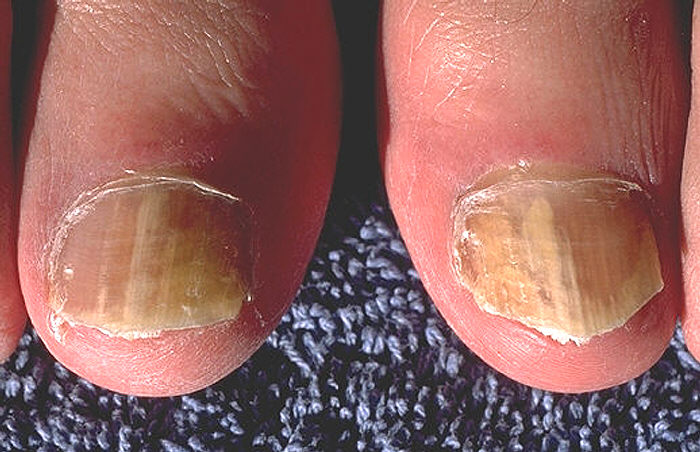
Grzybica paznokci wywołana przez Trichophyton rubrum

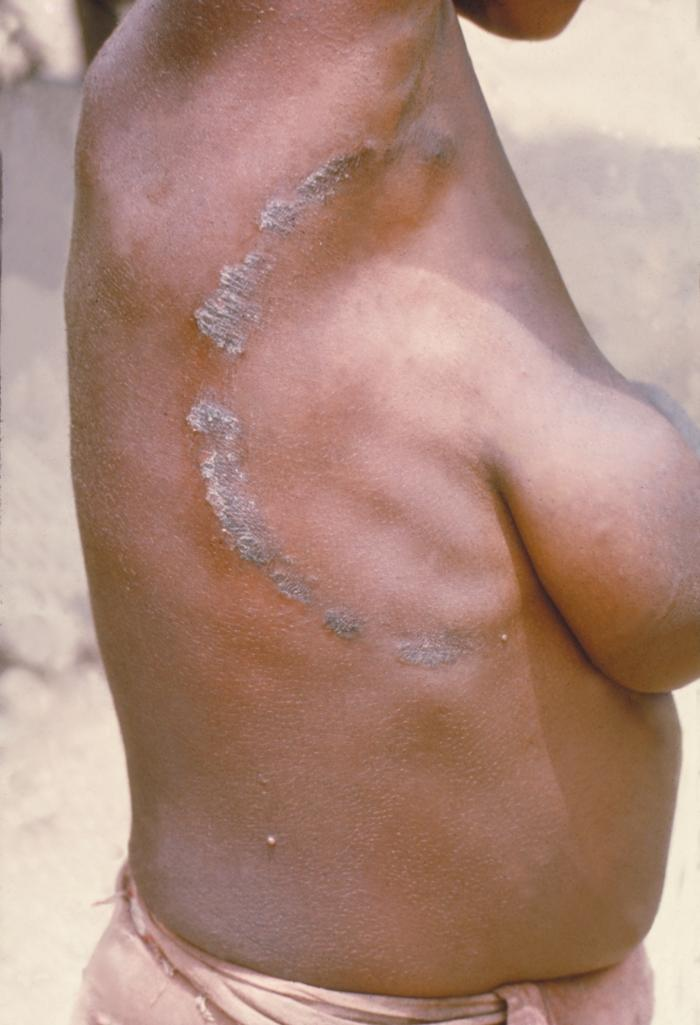
Grzybica tinea corporis

Trichophyton rubrum (Castell.) Sabour. – gatunek grzybów należący do klasy Eurotiomycetes. Grzyb mikroskopijny, najczęściej notowany dermatofit powodujący u ludzi i zwierząt grzybice skóry.

## Systematyka i nazewnictwo
Pozycja w klasyfikacji według Index Fungorum:  Trichophyton, Arthrodermataceae, Onygenales, Eurotiomycetidae, Eurotiomycetes, Pezizomycotina, Ascomycota, Fungi.
Po raz pierwszy zdiagnozował go w 1910 r. Aldo Castellani nadając mu nazwę Epidermophyton rubrum. Obecną, uznaną przez Index Fungorum nazwę nadał mu Raymond Sabour w 1911 r.
Ma około 12 synonimów. Niektóre z nich:
- Sabouraudiella rubra (Castell.) Boedijn 1953
- Trichophyton rubrum var. flavum Szilagyi & Reiss 1968
- Trichophyton rubrum var. nigricans Frágner 1966
- Trichophyton rubrum var. oceanicum Dompm., Drouhet & C. Moreau 1976
- Trichophyton rubrum var. rodhainii Vanbreus. ex Armijo & J.-M. Lachapelle 1981

## Występowanie
Znane jest występowania Trichophyton rubrum w Ameryce Północnej, Eurazji, Afryce i Australii. Jest odpowiedzialny za 70% wszystkich przypadków grzybicy paznokci, ale powoduje także inne rodzaje grzybicy, m.in. grzybicę stóp i grzybicę pachwin. Jest to antropofilny grzyb saprotroficzny, który kolonizuje górne warstwy martwej skóry. Szczepy T. rubrum tworzą dwie odrębne subpopulacje biogeograficzne. Jedna jest w dużej mierze ograniczona do części Afryki i południowej Azji, podczas gdy druga składa się z populacji, która rozprzestrzeniła się na całym świecie. Izolaty subpopulacji afroazjatyckiej najczęściej manifestują się klinicznie jako grzybica ciała i grzybica skóry owłosionej głowy. W przeciwieństwie do tego, subpopulacja rozproszona globalnie przejawia się głównie w grzybicy stóp i grzybicy paznokcia.

## Morfologia
Można go hodować na niektórych podłożach. Typowe kolonie T. rubrum są białe o bawełnianej powierzchni. Spód kolonii jest zwykle czerwony, chociaż niektóre kolonie wydają się bardziej żółtawe, a inne bardziej brązowawe. W kulturze rośnie powoli, rzadko wytwarzając mikrokonidia na bocznych konidioforach. Większość kolonii nie tworzy makrokonidiów. Jeśli są, mają gładkie ściany i wąsko maczugowy kształt. Wzrost ulega zahamowaniu w obecności niektórych związków zawierających siarkę, azot i fosfor. Wiadomo, że kolonie T. rubrum wytwarzają penicylinę in vitro i in vivo.

## Infekcja
T. rubrum ma skłonność do infekowania bezwłosej skóry i tylko wyjątkowo jest znany z innych miejsc. Zakażenie następuje przez zainfekowane ręczniki, pościel, odzież, a czynnikami sprzyjającymi są wysoka wilgotność, ciepło, pot, cukrzyca, otyłość, tarcie o ubrania. Zakażenia można uniknąć poprzez modyfikacje stylu życia i higieny, takie jak unikanie chodzenia boso po wilgotnych podłogach, szczególnie w pomieszczeniach ogólnodostępnych.

## Objawy
Grzybica stóp
T. rubrum jest jedną z najczęstszych przyczyn przewlekłej grzybicy stóp. Przewlekłe infekcje grzybicy stóp skutkują mokasynową stopą, w której cała stopa tworzy białe łuskowate plamy, a infekcje zwykle dotyczą obu stóp. Osoby z grzybicą stóp mogą mieć infekcję w wielu miejscach Infekcje mogą być ustąpić samoistnie lub mogą być wyleczone przez miejscowe leczenie przeciwgrzybicze. Chociaż wywołana przez T. rubrum grzybica stóp u dzieci występuje niezwykle rzadko, donoszono już o takich przypadkach u dzieci w wieku 2 lat.
Grzybica rąk
Wywołana przez T. rubrum grzybica rąk występuje powszechnie i charakteryzuje się jednostronnymi infekcjami dłoni.
Grzybica pachwin
T. rubrum i Epidermophyton floccosum są najczęstszą przyczyną tej choroby, znanej również jako „świąd pachwin”. Infekcje powodują czerwonobrązowe zmiany, głównie na górnej części ud i tułowiu.
Grzybica paznokci
Badania ostatnich lat wykazały, że T. rubrum jest głównym sprawcą tej grzybicy. Występuje ona najczęściej na dolnej części płytki paznokcia i objawia się tworzeniem białych blaszek na paznokciach, które mogą rozprzestrzeniać się na cały paznokieć. Paznokieć często gęstnieje i staje się kruchy, brązowy lub czarny. Infekcje T. rubrum są często chroniczne i ograniczają się do paznokci tylko jednego lub dwóch palców przez wiele lat nie rozprzestrzeniając się na inne. Spontaniczne wyleczenie jest rzadkie. Te infekcje zwykle nie reagują na leczenie miejscowe i reagują tylko na terapię ogólnoustrojową. Chociaż najczęściej obserwuje się je u dorosłych, infekcje paznokci T. rubrum odnotowano u dzieci

## Patologia
T. rubrum rzadko izoluje się od zwierząt. U ludzi częściej występuje wśród mężczyzn. Infekcje mogą przejawiać się zarówno w postaci przewlekłej, jak i ostrej Zazwyczaj infekcje T. rubrum ograniczają się do górnych warstw naskórka, ale możliwe są jednak głębsze infekcje. Uważa się, że około 80–93% przewlekłych infekcji dermatofitowych w wielu częściach świata rozwiniętego jest spowodowanych przez T. rubrum, w tym przypadki grzybicy stóp, grzybicy paznokci, grzybicy dłoni, grzybicy pachwin i grzybicy rąk i nóg, a także w niektórych przypadkach grzybice brody. Wiadomo również, że T. rubrum powoduje zapalenie mieszków włosowych, objawiające się powstawaniem pęcherzyków i olbrzymich zgrupowań ciała obcego w skórze właściwej. Infekcja T. rubrum może również prowadzić do powstania ziarniniaka. U pacjentów z niedoborami odporności (np. zespół Cushinga) mogą wystąpić rozległe ziarniniaki. Noworodki z niedoborem odporności są podatne na ogólnoustrojową infekcję T. rubrum.
Zakażenia T. rubrum nie wywołują silnych odpowiedzi zapalnych, ponieważ czynnik ten hamuje komórkowe odpowiedzi immunologiczne obejmujące limfocyty, zwłaszcza limfocyty T.

## Leczenie
Leczenie zależy od miejsca i ciężkości infekcji. W przypadku grzybicy stóp, skuteczne jest wiele kremów przeciwgrzybiczych zawierających azotan mikonazolu, klotrimazol, tolnaftat (syntetyczny tiokarbaminian), chlorowodorek terbinafiny, chlorowodorek butenafiny i kwas undecylenowy. W przypadku cięższych lub bardziej skomplikowanych zakażeń skuteczne są przyjmowane doustnie leki zawierające terbinafinę, itrakonazol lub flukonazol. Grzybicę podudzi i grzybicę ciała skutecznie leczy się kremami zawierającymi terbinafinę i naftyfinę. Infekcje T. rubrum są podatne także na leczenie fotodynamiczne i naświetlanie laserem i fotoaktywację barwnika róż bengalskiego za pomocą zielonego światła laserowego.
Dużo trudniejsze jest leczenie grzybicy paznokci, ponieważ kremy do stosowania miejscowego nie wnikają w łożysko paznokcia. Poprawę u niektórych przynosiło ogólnoustrojowe leczenie gryzeofulwiną, jednak często było nieskuteczne nawet w przypadku długich kursów leczenia (nawet ponad 1 rok). Obecnie grzybicę paznokci leczy się doustnie terbinafinę, itrakonazolem i przerywaną „pulsoterapię” doustnym itrakonazolem [18][19] Czas leczenia grzybicy paznokci rąk wynosi 6-8 tygodni a paznokci u stóp do 12 tygodni. Dobre rezultaty przynosi również miejscowe leczenie za pomocą opatrunku okluzyjnego zawierającego 20% pasty mocznikowej z 2% tolnaftatem. Powoduje zmiękczenie płytki paznokcia, co ułatwia przenikanie środka przeciwgrzybiczego do łożyska paznokcia.